# Елизавета Нойвидская (королева Румынии)
Елизавета Паулина Оттилия Луиза цу Вид (нем. Elisabeth zu Wied; 29 декабря 1843[…], Pамок Монтепос или Нойвид[…] — 18 февраля [2 марта] 1916[…], Бухарест, Румыния) — урождённая немецкая принцесса Нойвидская из графства Вид в Священной Римской империи; княгиня Соединённых княжеств Молдавии и Валахии (1869-1881); первая королева Румынии (с 1881, после избрания её супруга на румынский престол и создания королевства Румыния), также писательница — под псевдонимом Кармен Сильва, писала на немецком, румынском и других языках.

## Биография
Елизавета была третьим ребёнком в семье князя Вильгельма Карла Германа из рода Видов-Нойвидов и его супруги, Марии Нассау-Вейльбургской. Уже в детстве Елизавета писала стихотворения. В возрасте 14—15 лет она взяла литературный псевдоним Кармен Сильва — «Лесная песня» (от латинских слов Sylva — лес и Carmen — песнь). Мечтала стать учительницей; по понятным причинам родители этому воспротивились и девочка стала заниматься музыкой.
В шестнадцать лет рассматривалась королевой Викторией как возможная невеста Альберта Эдуарда, принца Уэльского (будущего Эдуарда VII). Но принц, увидев фотографию Елизаветы, отказался.

### В Санкт-Петербурге (1864)
Ей было 20 лет, когда Нейвид посетила проездом двоюродная сестра матери великая княгиня Елена Павловна, вдова Михаила Павловича Романова. Решив выдать племянницу замуж в России, Елена Павловна взяла Елизавету с собой в Санкт-Петербург, там Елизавета прожила полтора года.
Множеством родственных уз она была связана с домом Романовых. Она состояла в дальнем родстве со всеми потомками Николая I, женатого на двоюродной сестре её бабушки; со всеми потомками великого князя Михаила Павловича; с потомками сына великой княгини Екатерины Павловны — Петра Ольденбургского, женатого на родной тетушке Терезе. Так, граф С. Д. Шереметев вспоминал, что общался с Елизаветой во дворце Ольденбургских на Каменном острове. Шереметев был дружен с дочерью Ольденбургских, Екатериной Петровной (Тиной), двоюродной сестрой и подругой Елизаветы. По словам Е. А. Нарышкиной, принцесса Елизавета:

 Была умна, культурна, интересовалась всем, легко восторгалась, имела вдумчивое направление ума вследствие серьезной жизни, которую она вела дома среди заботливой матери и болезненного отца. Говорила она также с большой нежностью о младшем брате и о дружбе своей с принцессой Алисой Английской. Она любила литературу и сама хорошо и легко писала.
Российская столица оказала Елизавете широкое гостеприимство, но шумная светская жизнь, приемы и балы мало увлекали её. В Петербург приехала Клара Шуман, и Елена Павловна пригласила Клару с дочерью поселиться у себя во дворце.
Концерты Клары пользовались успехом у публики, она прожила в Петербурге около двух месяцев. С Елизаветой у них завязались дружеские отношения, Клара стала давать ей уроки музыки. Она с удовольствием посещала оперу, концерты, присутствовала на собраниях кружка великой княгини, где слушала ученые беседы, много музицировала одна. Получив известие о смерти отца, Елизавета срочно покинула Россию. Планы тетушки на хорошую партию для племянницы не осуществились.
.

### Замужество, княгиняСоединённых княжеств Молдавии и Валахии(1869)
Еще в 1861 году Елизавета при берлинском королевском дворе познакомилась с бывшим тогда офицером, принцем Карлом Эйтелем Фридрихом фон Гогенцоллерн-Зигмаринген. В 1869 году, вышла за него замуж и переехала в Соединённые княжества Молдавии и Валахии господарем которых с 1866 г. был Карл. Елизавета старалась чувствовать себя и выглядеть как румынка, выучилась тайнам румынского искусства вышивания, появлялась в свете как можно чаще в румынском национальном платье. Способствовала открытию в стране новых больниц, общеобразовательных и ремесленных школ.
В этом браке родилась единственная дочь Мария (1870—1874), умершая в четырёхлетнем возрасте от скарлатины. Эта трагедия оставила отпечаток на всей последующей жизни Елизаветы и отразилась на её творчестве.
Во время русско-турецкой войны 1877—1878 годов, в которой участвовала и Румыния, принцесса уделяла много времени и средств уходу и заботе о раненых воинах и учредила специальный орден Елизаветы за заслуги в помощи раненым.

### Королева (1881)
В 1881 году после провозглашения мужа королём под именем Кароль I стала королевой Румынии. В 1881 году Елизавета была избрана почётным членом Румынской академии.
Отношения супругов были немного холодными. Кароль все свое время уделял государственным обязанностям, так, что однажды Елизавета сказала, что «её муж носит свою корону даже во сне». Предоставленная сама себе, Елизавета уделяла большое внимание литературным занятиям. Она не только писала рассказы, стихотворения, сказки и романы, но и переводила произведения французской и румынской литературы на немецкий язык (см. Букура Думбрава). Один из её стихотворных сборников был удостоен награды Французской академии. В Бухаресте королева познакомилась с писательницей Митой Кремниц, ставшей её подругой и, с 1881 года, придворной дамой. Елизавета и Мита совместно написали несколько пьес, романов и книжек для детей, из которых наибольшую известность получили Пелешские сказки. Елизавета была дружна с художницей Дорой Хитц и сделала её придворной художницей Румынии. Начиная с 1884 года королева Елизавета поддерживала также близкие, дружеские отношения со своей тёзкой, императрицей Австро-Венгрии Елизаветой.
Летом 1891 года королева Елизавета, страдавшая от невралгии, ездила в Геную, на курорт Пельи. Здесь она познакомилась с композитором и писателем Августом Бунгертом, переложившим затем на музыку многие её стихотворения. В 1894 году по пути в Бухарест, она по дороге из Италии посетила родину. 28 апреля 1910 года принимала участие в благотворительном концерте в Висбадене, на котором были исполнены пять написанных ею песен, к двум из которых она создала также и текст.
Умерла незадолго до того, как Румыния объявила войну Германии, и была похоронена в монастыре Куртя-де-Арджеш.

## Награды
Была кавалером множества орденов, в том числе британского Королевского ордена Виктории и Альберта. 27 декабря 1877 года была награждена большим крестом ордена Святой Екатерины.
В её честь был назван первый крейсер ВМС Румынии (1888).

## Творчество
Стихотворения под псевдонимом Carmen Sylva (Кармен Сильва):
- «Sappho» и «Hammerstein» (1880);
- «Stürme» (1881);
- «Leidens Erdengang» (1882);
- «Jehovah» (1882);
- «Ein Gebet» (Берлин, 1882);
- «Pensées d’une reine» (Париж, 1882);
- «Pelesch-Märchen» (1883; 3 изд., под заглавием: «Aus Carmen Sylva’s Königreich», 1886);
- «Mein Rhein» (4 изд., 1891),
- «Meine Ruh» (2 изд., 1885);
- «Es klopft» (1887);
- «Weihnachtskerzchen» (1891) и мн. др.

В книге «Rumänische Dichtungen» (Лейпциг, 1881; 3 изд., 1889), изданной ей вместе с Мите Кремниц (Mite Kremnitz), она хорошими стихами перевела несколько лучших пьес корифея этой поэзии, Александри (ныне почитаемого более как молдаванина).
Сборник «Пелешских легенд» («Poveştile Peleşului»; 1882) оформился за время строительства королевского замка Пелеш, инаугурация которого состоялась в 1883 году.
В сотрудничестве с Мите Кремниц, Елизавета, под общим псевдонимом Dito und Idem, напечатала:
- «Aus zwei Welten» (3-е изд., 1888; русский перевод в «Северном вестнике», 1886);
- «Astra» (3 изд., 1887, роман);
- «Anna Boleyn» (1886, трагедия) и др.[3]

На румынском языке были изданы её молитвы: «Cuvinte sufletesci» (1888).
Лучшими произведениями королевы Елизавета считались «Lieder aus dem Dimbovitzathal» (1889) и трагедия «Meister Manole» (1892), в которой она, заимствовав сюжет из одной румынской легенды, в трагическом образе воплотила безграничное честолюбие художника.